# Road movie
El terme road movie (de l'anglès 'pel·lícula de carretera') designa un gènere cinematogràfic en el qual el lloc de la intriga és la carretera mateixa i no els llocs que travessa.
Es pot veure la carretera com una metàfora del temps que desfila, de la vida amb les seves trobades i les seves separacions; accelerant, un s'apropa a la trobada següent, com si s'accelerés el temps. Les road movies representen sovint una cerca iniciàtica dels personatges, que maduren al fil de les seves trobades i de les seves experiències i es fan adults, el viatge és llavors un ritu de passatge. Es pot veure també com una metàfora del cinema mateix, tenint les línies dibuixades a l'asfalt una estranya semblança amb les perforacions de la pel·lícula. Finalment, la carretera simbolitza tant la llibertat de moviment i, per tant, les llibertats individuals, com l'exili, el sofriment, el vagareig.
Entre els temes habituals de les road movies es poden citar:
- La fugida
- La investigació sobre una persona desapareguda o perduda de vista
- La carrera (per exemple: El món és boig, boig, boig, de Stanley Kramer, 1963)
- El viatge d'esbarjo
- El vagareig
- L'evolució de la infantesa a l'adolescència

## Llista deroad movies
1934
- Va succeir una nit de Frank Capra, EUA

1940
- El raïm de la ira (Grapes of Wrath) de John Ford, EUA

1945
- Desviació (Detour) d'Edgar G. Ulmer

1953
- The Hitch-Hiker d'Ida Lupino, EUA

1957
- Maduixes silvestres (Smultronstället) d'Ingmar Bergman, Suècia

1962
- Il Sorpasso de Dino Risi, Itàlia

1963
- El món és boig, boig, boig (It's a mad mad mad mad world) de Stanley Kramer, EUA

1966
- Dos a la carretera (Two For The Road) de Stanley Donen, EUA
- La gran gresca (La Grande Vadrouille) de Gérard Oury, França

1969
- Easy Rider de Dennis Hopper, EUA

1971
- Vanishing Point de Richard Sarafian, EUA
- Two-Lane Blacktop de Monte Hellman, EUA
- Duel de Steven Spielberg, EUA
- Trafic de Jacques Tati, França

1972
- La fugida de Sam Peckinpah, EUA

1973
- Males terres (Badlands) de Terrence Malick, EUA
- L'espantaocells (Scarecrow) de Jerry Schatzberg, EUA

1974
- Alice in den Städten de Wim Wenders, Alemanya

1976
- Im Lauf der Zeit de Wim Wenders, Allemanya

1978
- Les Rendez-vous d'Anna de Chantal Akerman

1979
- Mad Max de George Miller, Austràlia
- Radio on de Christopher Petit, UK

1982
- L'aventurer de mitjanit (Honkytonk Man) de Clint Eastwood, EUA

1984
- Paris, Texas de Wim Wenders, Alemanya-EUA

1988
- Rain Man de Barry Levinson, EUA

1989
- Route One EUA de Robert Kramer

1991
- Thelma i Louise de Ridley Scott, EUA
- My Own Private Idaho de Gus Van Sant, EUA

1993
- Un món perfecte (A Perfect World) de Clint Eastwood, EUA

1994
- Les aventures de Priscilla (The adventures of Priscilla, Queen of the Desert) de Stephan Elliott, Austràlia
- Lamerica de Gianni Amelio
- No sex last night de Sophie Calle, França

1995
- Dead Man de Jim Jarmusch, EUA

1996
- Puja a l'autobús (Get On the Bus) de Spike Lee, EUA

1997
- L'americà perfecte (American perfekt) de Paul Chart, EUA.

1998
- Por i fàstic a Las Vegas (Fear and loathing in Las Vegas) de Terry Gilliam, EUA

1999
- Una història de debò (The Straight Story) de David Lynch, EUA
- Gairebé famosos (Almost Famous) de Cameron Crowe, EUA

2000
- Goddess of 1967 de Clara Law, Austràlia

2001
- Y tu mamá también d'Alfonso Cuarón, Mèxic

2003
- Diarios de motocicleta de Walter Salles
- Vozvrasxènie d'Andrei Zviàguintsev, Rússia

2004
- Aaltra de Benoît Delépine i Gustave Kervern, França-Bèlgica

2005
- Transamerica de Duncan Tucker, EUA

2006
- Petita Miss Sunshine de Jonathan Dayton i Valerie Faris, EUA

2008
- Into the wild de Sean Penn, EUA